# Waves Actisud
Pour les articles homonymes, voir Waves.
Waves Actisud est un centre commercial qui se situe dans les communes de Moulins-lès-Metz et Augny, dans le département de la Moselle, dans la région Grand Est. Inauguré le 31 octobre 2014, le centre commercial s'étend sur environ 61 800 m2 et accueille en moyenne 5 millions de visiteurs par an.

## Histoire et construction
Le projet du centre commercial a été présenté pour la première fois en janvier 2011, avec la création de 43 000 m² de surface de vente et 100 millions d'euros d'investissement. L'ouverture était initialement prévue au printemps 2015. Dès 2014, un projet d'extension des surfaces commerciales destinées aux enseignes d'habillement est proposé. Toutefois, il est refusé par la Commission nationale d'aménagement commercial qui craint une concurrence trop importante pour les commerces du centre-ville messin. La Compagnie de Phalsbourg s'est chargée de la conception et Gianni Ranaulo de l'architecture. Waves Actisud est inauguré le 31 octobre 2014,. 
Les commerçants des zones commerciales alentour se montrent relativement confiant à l'ouverture de Waves Actisud,. Pour eux, le centre commercial bénéficiera d'un effet de nouveauté durant les premiers mois, mais les habitudes de consommation rééquilibreront la situation par la suite. Ils pointent également les créneaux différents entre leurs enseignes et celles du centre commercial, remarquant qu'il n'existera pas de concurrence exacerbée pour plusieurs d'entre eux. Toutefois, plusieurs s'inquiètent des difficultés de circulation que l'implantation de Waves Actisud pourrait occasionner. 

## Architecture et urbanisme
Le complexe, qui s'étend sur près de 61 000 m², est d'architecture contemporaine. Il a reçu le label Valorpark pour son design architectural et son implantation dans l'environnement urbain existant.
Le concept architectural vise à créer un bâtiment en forme de vague,. L'ensemble est bas, avec des lignes courbées. Le toit est recouvert d'inox pour obtenir un effet miroir avec le ciel. Les boîtes aux lettres CTS en acier embouti reprennent les traits caractériels du projet en faisant ressortir l’effet de vague.
Dès son implantation, Waves Actisud est perçu comme un pôle d'attraction commercial dont l'impact sur le territoire et le commerce messin sera important. Son concepteur explique notamment que les zones commerciales périphériques doivent être pensées en vue de créer des « expériences d'achats ». Ainsi, l'esthétique des bâtiments et des espaces est primordiale pour générer du plaisir chez les consommateurs. Cette approche explique les investissements consentis pour développer des espaces naturels et acquérir des technologies de transport modernes (navettes électriques).
Les conditions de circulation routière sont critiquées par certains commerçants de la zone qui déplorent le manque de réflexion urbanistique sur les transports,. Le cas des encombrements le samedi est notamment pointé.

## Activités commerciales et développement
En 2018, le centre commercial est composé de 60 boutiques (sport, culture, vêtement, chaussures, maison, soin de soi, etc.) et 9 restaurants. 
Au cours de sa première année d'existence, Waves Actisud affiche une fréquentation d'environ 4 millions de visiteurs,. Le centre poursuit son développement en annonçant l'achèvement des derniers travaux urbanistiques (infrastructures routières notamment), l'arrivée de nouvelles enseignes et l'extension de certains espaces commerciaux. 
Les chiffres de fréquentation pour 2016 présentent un bilan positif, malgré une conjoncture générale maussade pour ce secteur,. Waves Actisud voit en effet sa fréquentation augmentée par rapport à 2015. 
L'implantation du centre commercial a redynamisé la ZAC Actisud. Dès les premiers mois, l'implantation du centre commercial a permis la création d'emplois et le positionnement de la zone Actisud comme un bassin d'emplois locaux important. Toutefois, certains acteurs économiques de la zone ont rencontré des difficultés dues notamment à la reconversion de la zone de chantier à zone commerciale. 
Les experts estiment que la création d'un tel centre commercial ne pénalise pas nécessairement les commerces du centre de la métropole locale. En effet, ils permettent aux enseignes d'adopter une stratégie de différenciation en fonction des gammes et des clients ciblés. Toutefois, une étude auprès des commerçants de l'hypercentre messin montre que ceux-ci sont inquiets et pour certains en difficultés financières face aux grands centres commerciaux. 
En 2017, l'ouverture d'un autre centre commercial, Muse (centre-ville de Metz), engendre une nouvelle concurrence pour Waves Actisud,. Cette situation nouvelle met en lumière les problèmes rencontrées sur la zone Actisud comme les conditions de circulation routière. 
Les alentours du centre commercial évoluent également. Ainsi, les politiques locales envisagent une requalification de certaines parties de la zone Actisud. Au début de l'année 2018, des investisseurs annoncent le lancement d'un projet de développement des espaces commerciaux dans la zone des Gravières d'Actisud. 

### Cinéma
Dès le début du projet de création du centre commercial, le groupe belge Kinépolis s'allie aux promoteurs dans le but de construire un complexe de cinémas sur la zone. Toutefois, d'autres acteurs locaux du secteur s'opposent à ce projet. Ils déposent notamment des recours et tentent d'obtenir l'appui des institutions officielles d'aménagement du territoire. Au printemps 2015, les opposants au projet de cinéma Kinépolis sont déboutés par la Commission nationale d'aménagement commercial. À l'été, des investisseurs locaux et acteurs de la vie cinématographique locale déposent un recours pour annuler cette décision.
En 2018, il est annoncé que le complexe de cinémas devrait faire son apparition à l'horizon 2020,.